# Riso da vitória
O Riso da Vitória foi um jornal humorístico de periodicidade quinzenal, fundado a 15 de Agosto de 1919, cujos fundadores foram Jorge Barradas e Henrique Roldão, o primeiro mestre  de pintura moderna, sobretudo no que concerne à caricatura humorística, e o segundo, mestre de prosa jornalística, brilhante nas suas linhas humorísticas. A requintar o traço, Barradas conta com a colaboração de Stuart Carvalhais,  Almada Negreiros, Diogo de Macedo, Leal da Câmara e Menezes Ferreira. Nesta publicação o humor é exercido com tons de crítica prudente tendo como principais alvos os órgãos de poder político, a polícia e alguns costumes enraizados. Com um sentido cómico mais severo é a crítica à então recente revolução russa e à preguiça dos trabalhadores portugueses